# Teiuş
Teiuș (Udtale: teˈjuʃ, tysk: Dreikirchen, Dornstadt; ungarsk: Tövis) er en by i distriktet Alba i Transsylvanien, Rumænien, med 6.308 (2021) indbyggere. Byen, der blev erklæret som sådan i 1994, administrerer fire landsbyer: Beldiu (Marosbéld), Căpud (Magyarkapud), Coșlariu Nou (Újkoslárd) og Pețelca (Pacalka).
Teiuș ligger nær sammenløbet af floderne Geoagiu med Mureș. Den er et knudepunkt på Cluj-Napoca–Sighișoara-jernbanen. Den ligger ved Europavej E81, omkring 16 kilometer nord for distriktshovedstaden Alba Iulia (Karlsburg). Byen har flere gamle kirker, hvoraf de mest bemærkelsesværdige er den unerede kirke fra det 17. århundrede og Romerskkatolske kirke, der blev bygget til fyrste af Transynvanien János Hunyadi (no) i 1449 og genopbygget (1701-1704) i en enkel gotisk stil.

## Galleri
- Kejser Karl 1. af Østrig gennemgår tropperne på Teiuș jernbanestation i oktober 1916
- Hus i Teiuș nær jernbanestationen
- Reformerede kirke i Teiuș
- Interiør fra den græsk-katolske kirke i Teiuș